# Bolesław Sobociński
Bolesław Sobociński ps. „Rawicz“, „Bum“, „Profesor“, „Wujek“ (ur. 28 czerwca 1906 w Petersburgu, zm. 31 października 1980 w South Bend) – polski logik i filozof.

## Życiorys
W Petersburgu uczęszczał do gimnazjum katolickiego, które funkcjonowało przy kościele św. Katarzyny. W 1922 przybył do Warszawy. Związany ze szkołą lwowsko-warszawską. Ukończył filozofię na Uniwersytecie Warszawskim (1926-1930). W 1937 obronił doktorat (promotorem był Jan Łukasiewicz). W 1939 habilitował się. W latach 30. był sekretarzem czasopism: „Przegląd Filozoficzny“ (od 1932), „Organon“ i „Collectanea Logica“ (w obu w latach 1938-1939). Od 1939 do 1941 przebywał pod okupacją sowiecką. W czasie okupacji niemieckiej brał udział w systemie tajnego nauczania. Jego uczniami byli: Krzysztof Tatarkiewicz, o. Kazimierz Piotrowski OP, Klemens Szaniawski. Wraz z o. Józefem Marią Bocheńskim, Janem Drewnowskim oraz ks. Janem Salamuchą, współtworzył tzw. Koło Krakowskie. Od 1945 roku Sobociński wykładał na University of Notre Dame, gdzie wypromował 5 doktorów. W filozofii rozwijał idee swego nauczyciela Stanisława Leśniewskiego, w latach 30 XX w. należał do jego najbliższych współpracowników. Należał do Obozu Narodowo-Radykalnego. Podczas wojny podlegali mu działacze NSZ: Witold Gostomski i Otmar Wawrzkowicz. Członek Polskiego Towarzystwa Naukowego na Obczyźnie.
Jego żoną od 1945 była Ewa Wrześniewska.